# Develier
Develier je obec ve švýcarském kantonu Jura. Žije zde přibližně 1 400 obyvatel.

## Geografie

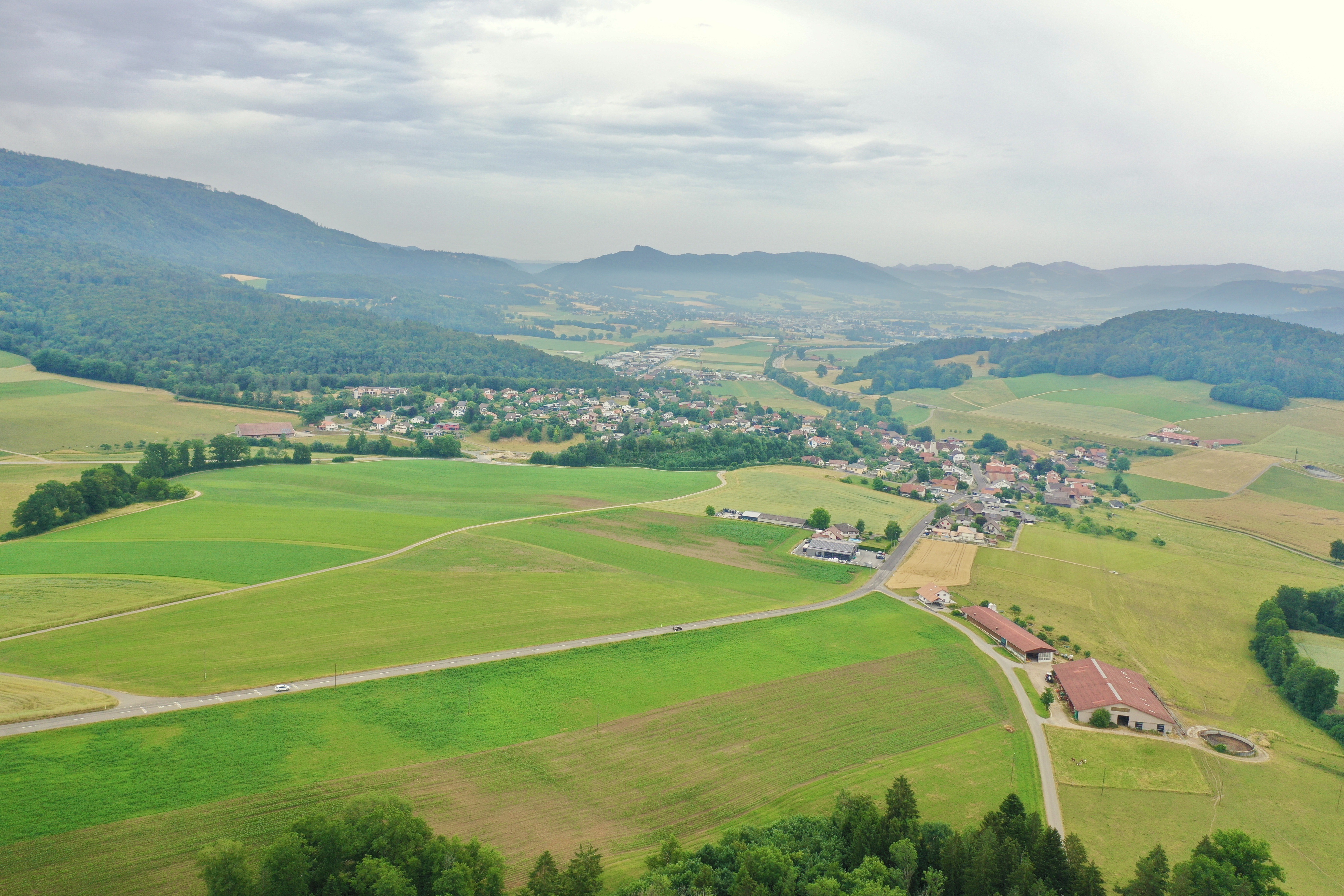
Panorama obce

Develier leží v nadmořské výšce 477 m, 4 km západně od hlavního města kantonu, Delémontu. Obec se nachází v nížině potoka La Pran v centrální části Delémontské kotliny, široké prohlubně v pohoří Faltenjura.
Území obce o rozloze 12,4 km² pokrývá část v centrální části intenzivně obdělávané roviny Delémontské pánve. Na severu zasahuje území obce až k hřebeni jurského masivu Les Rangiers (až do výšky 880 m n. m. na úpatí Develier). Na jižním svahu tohoto pohoří pramení dva potoky La Pran a Le Golat, které protékají východním směrem otevřeným údolím Develier a odvodňují území obce do Sorne, levého přítoku Birs. Jižní hranici oblasti tvoří vrch Chaux (614 m n. m.), izolovaná vyvýšenina v oblasti Delémontu. V roce 1997 bylo 9 % území obce pokryto zastavěnou plochou, 43 % lesy a lesními porosty a 49 % zemědělskými plochami.
K obci Develier patří vesnice Develier-Dessus, ležící ve výšce 564 m n. m. na jižním svahu pohoří Les Rangiers, a několik jednotlivých farem. Sousedními obcemi Develier jsou Haute-Sorne, Courtételle, Delémont, Bourrignon a Boécourt.

## Historie

Letecký pohled (1953)

V obci bylo osídlení již v době římské a byly zde nalezeny pozůstatky římské vily. Od 6. do 8. století se zde v několika kovárnách zpracovávala železná ruda z okolních nalezišť.
První zmínka o obci pochází z roku 1139, kdy je uváděna jako Divilier v bule vydané papežem Inocencem II. V pozdějších dobách se objevují také názvy Titewilre (1184) a Tutwilre (1350), od nichž byl odvozen německý název místa. Jako jedna ze 13 svobodných vesnic v panství Delémont se Develier stal v roce 1271 součástí basilejského knížecího biskupství. V letech 1793–1815 obec patřila k Francii a zpočátku byla součástí départementu du Mont-Terrible, od roku 1800 byla připojena k départementu Haut-Rhin. Na základě rozhodnutí Vídeňského kongresu byla obec v roce 1815 převedena do kantonu Bern a poté 1. ledna 1979 do nově založeného kantonu Jura.

## Obyvatelstvo
| Rok            | 1850 | 1880 | 1900 | 1910 | 1930 | 1950 | 1960 | 1970 | 1980 | 1990 | 2000 |
| Počet obyvatel | 590  | 606  | 632  | 549  | 623  | 647  | 709  | 955  | 1063 | 1126 | 1253 |

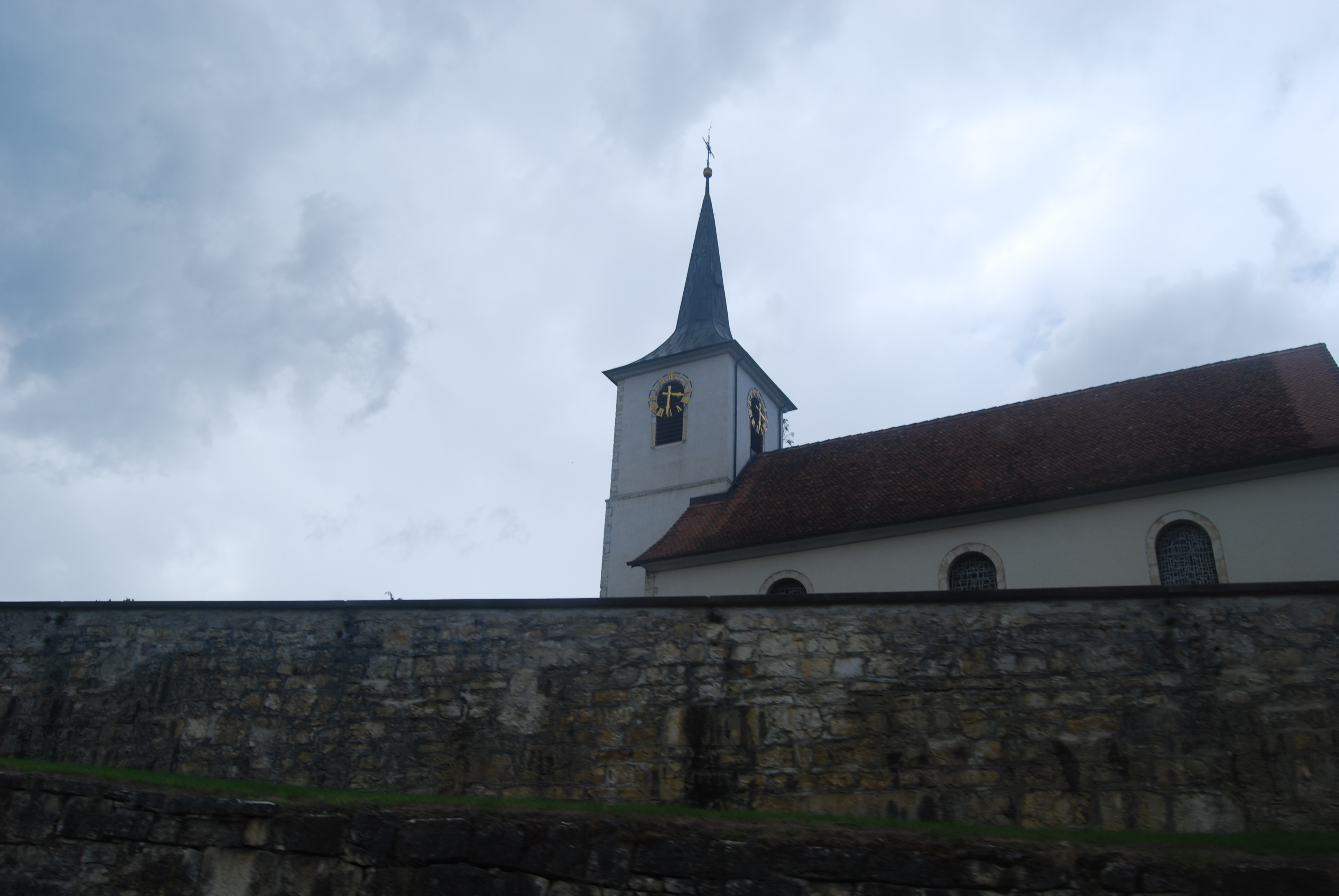
Kostel

Z celkového počtu obyvatel je 93,8 % francouzsky mluvících, 2,6 % německy mluvících a 1,2 % italsky mluvících (stav v roce 2000). Od roku 1950 došlo k výraznému nárůstu počtu obyvatel, kdy se počet obyvatel během 50 let zdvojnásobil, zejména díky blízkosti hlavního města kantonu.

## Hospodářství
Až do poloviny 20. století byl Develier zemědělskou obcí. Od konce 60. let 20. století se na východním okraji obce díky blízkosti Delémontu a dobrému dopravnímu spojení rozvíjí průmyslová a obchodní zóna. Pracovní místa jsou zde v průmyslu stavebních materiálů, nábytkářském průmyslu a ve výrobě hodinkových skříní a pouzder. Dnes se obec vyvinula v rezidenční obec a mnoho zaměstnanců (asi 65 %) dojíždí za prací.

## Doprava
Obec má dobré dopravní spojení. Leží na staré hlavní silnici z Delémontu přes průsmyk Les Rangiers do Porrentruy a až do otevření úseku dálnice A16 Delémont–Porrentruy zde byla hustá tranzitní doprava. Tato dálnice obec obchází na jejím jižním okraji a z důvodu ochrany před hlukem byla přeložena v oblasti centra obce do 800 m dlouhého otevřeného tunelu. Develier je napojen na veřejnou dopravu autobusovou linkou z Delémontu do Lucelle.